# Daniel Lagache
Daniel Lagache (Paris, 3 de dezembro de 1903 — 3 de dezembro de 1972) é um psiquiatra e psicanalista francês.
Daniel Lagache entrou  na Escola Normal Superior em 1924, ao mesmo tempo que Raymond Aron, Paul Nizan  e Jean-Paul Sartre. Obteve o terceiro lugar na agregação de filosofia  em 1928. Interessado pela  psicopatologia,  ele seguiu  os conselhos de seu mestre Georges Dumas e começou seus   estudos de medicina  em seguida de psiquiatria, tornando-se depois chefe de clínica  ao lado de H. Claude.
Nomeado mestre de conferências de psicologia na universidade de Estraburgo  em  1937, ele foi o sucessor de P. Guillaume na cadeira de psicologia da  Sorbonne  em 1947, e mais tarde, em 1955, de G. Poyer, na cadeira de psicologia patológica. Ele criou em 1952 o Laboratório de Psicologia Social. Ele  participou, com Jacques Lacan, à fundação da  Sociedade francesa  de psicanálise  em 1953  e, dez anos mais tarde,  à criação da Associação psicanalítica da França , da qual foi o primeiro presidente.
No seu ensino, Daniel Lagache abordou diferentes domínios da psicologia, mostrando-se um professor  constantemente  preocupado com síntese, na  ótica de sua notável lição inaugural sobre A Unidade da psicologia : , psicologia experimental e psicologia  clínica ’’ (1949). Mas a sua obra é essencialmente psicopatológica. Antes de tudo de inspiração fenomenológica, ela  retoma  de maneira abundante   as concepções de Karl Jaspers, em  particular na sua tese de medicina, As Alucinações verbais e a palavra (tese de medicina, 1934) e  na  tese de letras O Ciúme amoroso (2 volumes, 1947).
Após haver feito uma psicanálise didática com  Rudolph Loewenstein , Daniel Lagache orientou sua pesquisa numa perspectiva freudiana, tornando-se  uma das personalidades mais importantes do movimento psicanalítico francês.  Sua pequena obra A Psicanálise  (1955) é  um modelo de exatidão das noções e um exemplo de abertura quanto à diversidade de seus campos de aplicação, segundo  Didier Anzieu . Seus trabalhos, publicados na revista La Psychanalyse, sobre   « A Transferência    na cura psicanalítica » (1952), sobre « Psicanálise e estrutura da personalidade » (1961), sobre  « Fantasia, realidade, verdade » (1963), bem como  inúmeros  outros artigos  e relatórios, testemunham de sua experiência clínica e de suas pesquisas  minuciosas no domínio da psicanálise.
Fundador e diretor de uma coletânea  intitulada Biblioteca de psicanálise e de psicologia clínica, Daniel Lagache foi também o animador do projeto do   Vocabulário da psicanálise  (1967), redigido sob a sua direção  por Jean Laplanche e Jean-Bertrand Pontalis.
Daniel Lagache  procurou também introduzir  conceitos freudianos na psicologia social, criando para tanto um laboratório na Sorbone, e no campo da  criminologia, notadamente ao escrever vários estudos sobre  criminogênese.  Sua influência continua grande na psicopatologia e na psicanálise francesas contemporâneas, especialmente no mundo universitário.